# Tomopteris onisciformis
Tomopteris onisciformis är en ringmaskart som beskrevs av Johann Friedrich von Eschscholtz 1825. Tomopteris onisciformis ingår i släktet Tomopteris och familjen Tomopteridae. Inga underarter finns listade i Catalogue of Life.